# Ковсуг
Ковсуг (от крымскотат. qoy — овца и крымскотат. suv — река, вода) — река на Украине, левый приток реки Евсуг. Бассейн Северского Донца. Длина 54 км. Площадь водосборного бассейна 410 км². Уклон 2 м/км. Долина трапециевидная. Пойма заболоченная. Русло умеренно извилистое, илистое. Используется на орошение. Построено водохранилище и пруды.
Берёт начало у села Верхнебогдановка. Течёт по территории Станично-Луганского района Луганской области.